# 미시 히긴스
미시 히긴스(Missy Higgins, 1990년 2월 1일 ~ )는 오스트레일리아의 싱어송라이터이다. 데뷔 앨범 The Sound of White 로 ARIA 뮤직 어워드 올해의 앨범상, 최우수 여자음악가상을 수상했다.

## 음반 목록
- The Sound of White (2004)
- On a Clear Night (2007)
- The Ol' Razzle Dazzle (2012)
- Oz (2014)
- Solastalgia (2018)